# NGC 3045
NGC 3045 (również PGC 28492) – galaktyka spiralna (Sb), znajdująca się w gwiazdozbiorze Hydry. Odkrył ją John Herschel 23 marca 1835 roku.